# Meurtres en 3 dimensions
Série Vendredi 13
Le Tueur du vendredi
(1981) Chapitre final
(1984)
Pour plus de détails, voir Fiche technique et Distribution.
Meurtres en 3 dimensions (Friday the 13th Part III) est un film américain réalisé par Steve Miner, sorti en 1982. Ce film est le troisième opus de la saga Vendredi 13, à partir duquel Jason porte le masque de hockey volé à une de ses victimes et qui deviendra son incontournable signe distinctif.
Le film débute alors que Jason Voorhees est toujours vivant et pénètre dans un ranch à côté de Crystal Lake, où se rend un groupe d'adolescents. Parmi eux, la jolie Chris, qui n'était pas revenue ici depuis deux ans à la suite de son agression par Jason étant plus jeune, a décidé de revenir pour affronter son passé. Mais bientôt, son cauchemar ne fera que recommencer lorsqu'elle retrouvera ses amis sauvagement assassinés.

## Synopsis
Reprenant un jour après les événements du Tueur du vendredi, le meurtrier au visage horriblement déformé Jason Voorhees migre vers un magasin où il vole de nouveaux vêtements. Il en élimine ensuite les propriétaires du magasin, Harold, avec un couperet à viande dans la poitrine, et sa femme, Edna, avec l'une de ses propres aiguilles à tricoter à l'arrière de la tête, avant de passer par une propriété au bord du lac voisin, propriété appelée Higgins Haven.
Dans le même temps, une jeune fille du nom de Chris Higgins, qui a été attaquée par un mystérieux étranger défiguré dans la forêt près de Crystal Lake deux ans plus tôt, revient à la propriété avec ses amis Debbie, Andy, Shelly, Vera, Chuck, et Chili. Après avoir rencontré Abel, un fanatique religieux en état d'ébriété qui les somme de rebrousser chemin, le groupe se réunit chez le petit-ami de Chris, Rick, à Higgins Haven. Chris a l'intention d'affronter ses peurs, mais aucun de ses amis ne sait que ses craintes sont bien fondées et que le solitaire Jason s'est réfugié dans la grange pour se remettre de ses blessures. Le groupe est en difficulté avec certains motards locaux : Fox, Loco, et Ali, qui essaient de vandaliser leurs biens. Cependant, ils sont éliminés un par un par Jason avant de pouvoir faire des dommages réels, à part siphonner de l'essence du van de Chris. Fox est empalé à la gorge par une fourche, ensuite Loco reçoit une autre fourche dans l'estomac, et Ali est matraqué avec une clé à tube.
Lorsque Chris et Rick sortent, Jason sort aussi. Il tue Shelly et vole son masque de hockey. À nouveau masqué pour couvrir son visage affreusement déformé, il procède alors pour assassiner le reste de la bande. Il tire sur Vera dans les yeux avec un fusil à harpon. Il coupe en deux Andy avec une machette et enfonce un couteau dans le cou de Debbie pendant qu'elle se repose dans un hamac, tuant aussi l'enfant qu'elle avait en elle (il est révélé dans le film que Debbie était enceinte mais Andy, ne le savait pas encore). Chuck entre dans le sous-sol lorsque Jason le surprend et le jette sur une boîte à fusibles, ce qui l'électrocute. Chili se fait empaler à l'estomac avec un tisonnier chauffé au rouge.
Chris et Rick sont de retour pour trouver la maison vide et se séparent pour voir ce qu'il se passe. Chris va à l'extérieur pour appeler Rick, mais Jason garde sa main sur sa bouche et l'empêche de bouger, à peine quelques mètres plus loin. Rick est ensuite tué par Jason qui, à la seule force de ses mains, lui broie la tête jusqu'à ce que l'un de ses yeux sorte. Jason attaque ensuite Chris, la poursuivant autour de la propriété, puis au sommet de la grange. Chris attaque Jason à la tête avec une pelle, ce qui le rend temporairement inconscient, le temps pour elle de placer un nœud coulant autour de son cou et de le rouler à l'extérieur de la grange, le laissant pendu. Lorsque Chris redescend et ouvre la porte de la grange, à sa stupéfaction, Jason a survécu et soulève son masque de façon qu'il puisse retirer la corde, montrant son visage à Chris qui le reconnaît comme l'homme qui l'a attaquée deux ans plus tôt. Jason bondit sur Chris, mais l'un des motards, Ali, qui a survécu, tente de se venger, sans succès. Mais Jason distrait, Chris prend une hache et le frappe à la tête, lui fendant le crâne. Chris erre alors sur le lac et s'endort dans un canot qui dérive au milieu du lac.
Le lendemain matin, Chris se réveille et voit démasqué et bien vivant Jason la regardant fixement à travers une fenêtre, à l'étage de la maison. Il court pour la rattraper, mais comme Chris tente de s'échapper, elle est saisie et emportée dans l'eau par le cadavre en décomposition de Pamela Voorhees. Tout cela n'est qu'un cauchemar, et un moment plus tard, la police emmène Chris apparemment mentalement dérangée hors de la propriété tandis que l'on voit le corps de Jason. Le plan final est celui du lac ou l'on voit des oscillations d'eau se produire, comme à la fin du premier épisode, pour nous faire comprendre que l'apparition de Pamela n'était peut-être pas une hallucination.

## Fiche technique
- Titre original : Friday the 13th Part 3
- Titre de tournage : Crystal Japan
- Titre français : Meurtres en trois dimensions (Cinéma) / Le Tueur du Vendredi 2 (VHS et DVD)
- Titre québécois : Meurtres en 3D (Cinéma), Vendredi 13 : Chapitre 3 (DVD)
- Réalisation : Steve Miner
- Scénario : Martin Kitrosser & Carol Watson
- Musique : Harry Manfredini
- Photographie : Gerald Feil
- Montage : George Hively
- Production : Frank Mancuso Jr.
- Sociétés de production : Paramount Pictures, Jason Productions, Georgetown Productions Inc. & Sean S. Cunningham Films
- Société de distribution : Paramount Pictures
- Pays :  États-Unis
- Langue : Anglais
- Format : Couleur - Mono - 35 mm - 2.35:1
- Budget : 4000000 $
- Genre : horreur, slasher
- Durée : 95 min
- Dates de sortie :
  - États-Unis : 13 août 1982
  - Canada : 20 août 1982
  - France : 16 février 1983
- Interdit aux moins de 12 ans lors de sa sortie en France
- Québec : Interdit aux moins de 16 ans

## Distribution
- Dana Kimmell (VF : Marie-Christine Darah) : Chris Higgins
- Paul Kratka (VF : Daniel Gall) : Rick
- Jeffrey Rogers (VF : Jean-François Vlérick) : Andy Beltrami
- Larry Zerner (VF : William Coryn) : Shelly Finklestein
- Catherine Parks (VF : Sylvie Feit) : Vera Sanchez
- Tracie Savage (VF : Véronique Roire) : Debbie Klein
- Richard Brooker : Jason Voorhees
- Gloria Charles (VF : Émilie Benoît) : Fox
- Nick Savage (VF : Med Hondo) : Ali
- Rachel Howard (VF : Dominique Page) : Chili
- David Katims (VF : Jacques Ferrière) : Charles « Chuck » Garth
- Kevin O'Brien (VF : Alain Dorval) : Loco
- Cheri Maugans (VF : Béatrice Delfe) : Edna Hockett
- Steve Susskind (VF : Roger Lumont) : Harold Hockett
- David Wiley (VF : Jean Topart) : Abel

## Production
Cette réalisation en trois dimensions constitue une prouesse tout à fait remarquable pour l'époque, associant gore et effets visuels. Sur le plan artistique, en revanche, le cinéaste Steve Miner admit lui-même, plus tard, n'avoir pas trop cherché à innover le sujet, au profit de la technique. À sa sortie américaine, il s'avéra, en tout cas, l'épisode le plus rentable de la série.

## Autour du film
- Un litige persiste autour du titre officiel français de cet épisode : sorti en salles sous le titre Meurtres en trois dimensions, il sera ultérieurement édité en vidéocassette sous celui de Le tueur du vendredi, deuxième partie, en référence au deuxième Vendredi 13, lui-même rebaptisé Le Tueur du vendredi 1, et qui marquait bien les débuts sanguinaires de Jason Voorhees (il n'apparaissait lui-même que furtivement dans le rêve final du tout premier épisode, Vendredi 13).
- L'année 1983 sera marquée par la sortie en salles d'une poignée de films en relief : Emmanuelle 3, Amityville 3, Parasite, Western, Les Dents de la mer 3, et bien sûr ce Meurtres en 3 dimensions. Ce nouveau souffle de la 3D au cinéma restera toutefois sans lendemain, jusqu'à la fin des années 2000.
- Le film a été censuré, comme les autres opus de la franchise.
- Richard Brooker joue Jason Voorhees après Ari Lehman, Warrington Gillette et Steve Daskawisz qui est la doublure.
- C'est dans ce film que, pour la première fois, Jason porte son fameux masque de hockey.

## Réception

### Box-office
| Pays                           | Box-office      | Nbre de sem. | Classement TLT | Date  |
| Box-office États-Unis / Canada | 56.690.067 $    | 6 sem.       | ?e             | Total |
| Box-office France              | 307.747 entrées | ? sem.       |                | Total |

## Distinctions

### Nomination
- 2005 : nomination au Golden Satellite Award pour meilleur bonus DVD.